# Козенко, Андрей Дмитриевич
Андре́й Дми́триевич Козе́нко (укр. Андрій Дмитрович Козенко; род. 3 августа 1981 года, Симферополь, Крымская область, УССР) — украинский и российский государственный и политический деятель. Депутат Государственной думы Федерального собрания Российской Федерации VII созыва (5 октября 2016 — 12 октября 2021). Заместитель председателя Государственного Совета Республики Крым (30 июня 2014 — 5 октября 2016).
Находится под персональными международными санкциями всех стран Европейского союза, Великобритании, США, Канады, Швейцарии, Австралии, Украины, Новой Зеландии.

## Биография
В 2000 году с отличием окончил Крымский колледж экономики и управления, получил квалификацию «Экономист-правовед». В 2002 получил высшее образование по специальности «Экономика предприятия» в Крымском институте экономики и хозяйственного права. В 2009 году окончил Таврический национальный университет имени В. И. Вернадского по специальности «Политология».
Трудовую деятельность начал в 2001 году в Отделе государственной службы охраны при Железнодорожном РОВД. С 2003 по 2007 год директор предприятия «Русский дом». С 2007 по 2008 год работал в ООО «Эколого-туристический центр в Парковом» в должности заместителя директора.
С 2008 по 2009 год — директор предприятия «Русский дом». С января по октябрь 2009 года являлся заместителем министра труда и социальной политики Автономной Республики Крым.
С марта 2011 года по сентябрь 2012 года — директор ООО «А-Профи Крым».
С 1 октября 2012 года по август 2014 года — председатель исполкома Русской общины Крыма.
С сентября 2014 года по сентябрь 2016 года — заместитель председателя Государственного Совета Республики Крым.
С 5 октября 2016 по 12 октября 2021 года — депутат Государственной Думы ФС РФ VII созыва.
5 июля 2022 Глава российской оккупационной администрации Запорожской области Евгений Балицкий подписал распоряжение о назначении его своим заместителем по экономике.

## Законотворческая деятельность
С 2016 по 2019 год, в течение исполнения полномочий депутата Государственной Думы VII созыва, выступил соавтором 24 законодательных инициатив и поправок к проектам федеральных законов.

## Общественно-политическая деятельность
В декабре 2001 года вступил в Русскую общину Крыма. Принимал участие в работе предвыборного штаба кандидатов в депутаты всех уровней от Русской общины Крыма.
В 2002 году инициатор создания, а впоследствии руководитель оргкомитета по возобновлению деятельности Симферопольской городской организации Русского молодёжного центра Крыма. Избран Председателем Симферопольской городской организацией РМЦК.
В марте 2003 года постановлением III Съезда Русской молодёжи Крыма (высший руководящий орган РМЦК) избран Председателем Русского молодёжного центра Крыма. В ноябре 2003 года вступил в партию «Русский блок».
В сентябре 2004 года избран членом Правления Международной Ассоциации молодёжных организаций российских соотечественников.
Работал на общественных началах помощником депутата Верховного Совета Крыма Цекова Сергея Павловича.
Инициатор и соавтор проектов Русского молодёжного центра Крыма, бизнес-проектов Предприятия Русской общины Крыма «Русский дом».
На состоявшихся 26 марта 2006 года выборах Верховной Рады Автономной Республики Крым был избран депутатом от избирательного блока «За Януковича!», в который входили представители крымских организаций Партии регионов и партии «Русский блок». Состоял во фракции «За Януковича!» и был членом постоянных комиссий: по экономической, бюджетно-финансовой и налоговой политике; по науке и образованию; по культуре, делам молодёжи и спорту; по межнациональным отношениям и проблемам депортированных граждан; контрольной комиссии по вопросам приватизации. Также был членом коллегии Фонда имущества Автономной Республики Крым. Был самым молодым депутатом Верховной Рады АРК V созыва (2006—2010).
В январе 2009 года назначен на должность заместителя министра труда и социальной политики Автономной Республики Крым.
Один из создателей движения «Молодые за „Русское Единство“», с января 2010 года — лидер движения.
С марта 2010 года — заместитель председателя Совета министров Автономной Республики Крым. С декабря 2010 года — председатель Крымской республиканской организации политической партии «Русское Единство» — заместитель председателя этой партии, лидером которой был на тот момент Сергей Аксёнов.
25 марта 2014 года Козенко получил паспорт гражданина Российской Федерации, а 7 апреля вступил в партию «Единая Россия». С 2014 года — заместитель председателя Русской общины Крыма. Заместитель секретаря Крымского регионального отделения партии «Единая Россия».
Принимал участие в предварительном голосовании партии «Единая Россия» накануне выборов в Госдуму в 2016 году. Стал победителем предварительного голосования по 19-му избирательному округу в Крыму, набрав 22 мая 2016 года 95,01 % голосов.
На выборах в Государственную думу VII созыва, проходившим по смешанной системе, Козенко баллотировался по одномандатному округу № 19 «Симферопольский» от партии «Единая Россия». По итогам выборов он набрал 137 938 голосов (63,23 %) и получил мандат депутата. Член думского комитета по финансовому рынку.
В декабре 2016 года вошёл в состав Комитета общественной поддержки жителей Юго-Востока Украины при Совете Федерации.
С июня 2016 года как заместитель председателя Русской общины Крыма является официальным представителем общественного движения «Донецкая Республика» в Республике Крым.
С марта 2017 года — координатор Интеграционного комитета «Россия — Донбасс».

## Международные санкции
Из-за аннексии Крыма, 9 ноября 2016 года Евросоюз включил Андрея Козенко в санкционный список за «причастность к событиях 2014 года, приведших к незаконной аннексии Крыма и Севастополя». 15 ноября 2016 года санкции в отношении Козенко были введены Министерством финансов США. 17 ноября 2016 года Козенко был внесен в санкционный список Швейцарии. 23 ноября 2016 года Козенко был внесен в санкционный список Канады.
После вторжения России на Украину, с 23 августа 2022 года находится под санкциями Новой Зеландии.  С 2 октября 2020 года находится под санкциями Австралии. Указом президента Украины Владимира Зеленского с 19 октября 2022 года находится под санкциями Украины.

## Семья
- Мать — Козенко Валентина Степановна, пенсионерка, работала на Симферопольском заводе пластмасс.
- Отец — Козенко Дмитрий Флорович, пенсионер, работал водителем погрузчика на Симферопольской мебельной фабрике.
- Женат.
  - Имеет дочь.

## Награды
- Медаль «За защиту Республики Крым» (13 марта 2015 года) — за мужество, патриотизм, активную общественно-политическую деятельность, личный вклад в укрепление единства, развитие и процветание Республики Крым и в связи с Днём воссоединения Крыма с Россией[17]
- Государственная награда Республики Крым — медаль «За доблестный труд»;
- Государственная награда ДНР — Орден Республики; Государственная награда ДНР — Орден Дружбы (2017);
- Государственная награда ЛНР — Орден Дружбы (2019)[18];
- Почётный знак «От благодарного народа ЛНР» Луганской Народной Республики;
- Знак «За усердие» II степени Луганской Народной Республики;
- Памятная медаль Русской общины Крыма «19 апреля — День принятия Крыма, Тамани и Кубани в состав Российской Империи (1783 г.)»;
- Медаль Русской общины Крыма «За заслуги в воссоединении Крыма с Россией»;
- Знак отличия Народного ополчения Республики Крым "Медаль «Святого Георгия»;
- Медаль Ассоциации ветеранов боевых действий органов внутренних дел и внутренних войск России «За верность присяге»;
- Юбилейная медаль Республики Крым «В ознаменование пятой годовщины воссоединения Крыма с Россией 2014—2019».
- Почётная грамота Правительственной комиссии по делам соотечественников за рубежом (2008)[19].